# Gajusz Juliusz Sohemus
Gajusz Juliusz Sohemus, łac. Gaius Iulius Sohaemus, gr. Γαίος Ιούλιος Σόαιμος Φιλόκαισαρ Φιλορώμαίος (ur. I w., zm. 73) − król-kapłan Emesy i Sopheny.
Był synem króla Emesy Sampsigeramusa II i Jotapy. Królem został po śmierci brata Azizosa w 54. Klaudiusz lub Neron powierzył mu zarząd nad Sopheną. Był mężem królowej mauretańskiej Druzylii, z którą miał syna Gajusza Juliusza Alexia II. W czasie wojny żydowskiej wspierał Tytusa. Był kapłanem syryjskiego bóstwa El Gabala..
Otrzymał tytuły: rex magnus (jako władca dwóch królestw), philocaesar i philorhomaeus. Posiadał ornamenta consularia. Był duumvir quinquennalis oraz patronem kolonii w Heliopolis.